# Rhododendron stolleanum
Rhododendron stolleanum är en ljungväxtart som beskrevs av Schlechter. Rhododendron stolleanum ingår i släktet rododendron, och familjen ljungväxter. Inga underarter finns listade i Catalogue of Life.